# دنيس روبرتسون (لاعب هوكي الجليد)
دنيس روبرتسون هو لاعب هوكي الجليد كندي، ولد في 24 مايو 1991 في فورت سانت جون في كندا.

## وصلات خارجية
- دنيس روبرتسون على موقع دوري الهوكي الوطني (الإنجليزية)
- دنيس روبرتسون على موقع EliteProspects.com (الإنجليزية)
- دنيس روبرتسون على موقع HockeyDB.com (الإنجليزية)
- دنيس روبرتسون على موقع Hockey-Reference.com (الإنجليزية)